# 태풍 상산 (2006년)
태풍 상산(태풍 번호: 0615, JTWC 지정 번호: 18W, 국제명:XANGSANE, 필리핀 기상청(PAGASA) 지정 이름: Milenyo)는 2006년에 북서태평양에서 발생한 제15호 태풍으로 2006년에 필리핀, 베트남, 태국 등지에 치명적인 피해를 준 태풍이다. 이 태풍은 필리핀과 베트남에 사망 279명, 최소 7억4700만 달러의 재산 피해를 입혔다.

## 태풍의 진행

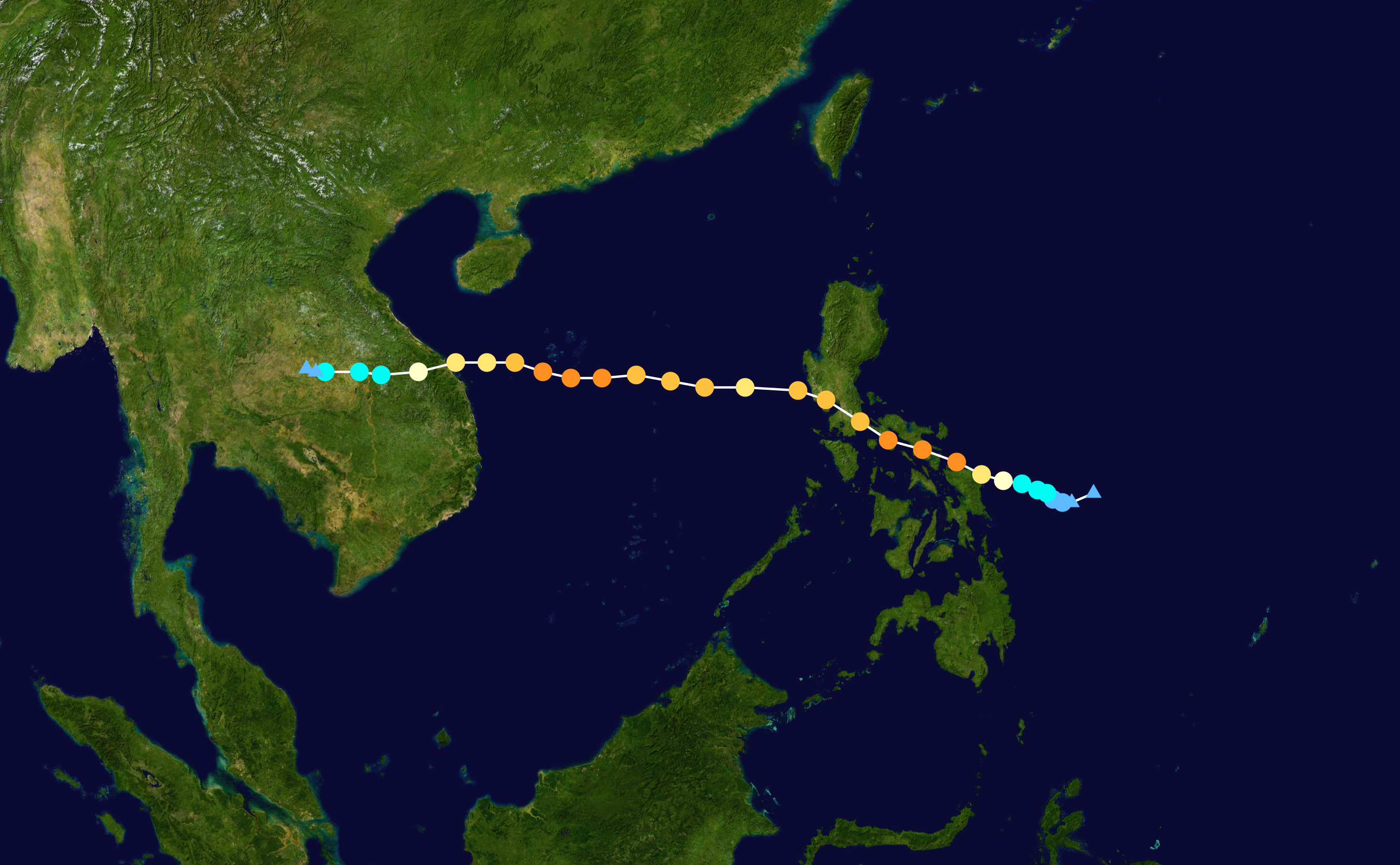
태풍 상산의 이동 경로

9월 24일에 미국 합동태풍경보센터(JTWC)가 필리핀 마닐라 남동쪽 약 890 km 부근 해상에서 상승기류가 발생했다고 보고했다. 다음 날에 일본 기상청(JMA)과 필리핀 기상청(PAGASA) 두 기관 동시에 열대요란을 열대 저기압으로 승격시킨 후 PAGASA는 필리핀 기상청이 태풍에 독자적으로 부여하는 이름인 'Milenyo'를 부여했다. 이날 후에 JTWC가 열대 저기압 발생 경고령을 내렸고 오후에 '열대저기압 18W'로 명명하였다. 또 몇 시간 뒤에 JTWC가 열대 폭풍으로 단계를 올렸고 9월 26일에 JMA도 열대 저기압을 열대 폭풍으로 승격시켰고 국제명인 "상산(XANGSANE)"으로 명명한 후 주시하기 시작했다.
9월 26일 늦게서 JMA가 열대폭풍 상산을 강한 열대폭풍의 단계로 올리고 6시간 뒤에 JMA와 JTWC 두 기관 모두 태풍으로 승격시켰고 JTWC는 이 때 상산의 세력이 사피어-심슨 허리케인 등급 제1등급에 버금간다고 발표했다. 다음 날 아침 상산은 제2등급으로 올려졌고 다시 6시간 후에 상산은 급속하게 강력해져 제4등급으로 강해진 후 1분최대풍속 215 km/h (130 mph)의 세력에 다다랐다. 반면에 JMA에서는 10분최대풍속 155 km/h (100mph)의 세력으로 측정했다. 이날 오후에 JTWC는 상산이 조금 더 강력해져 풍속 230 km/h의 정점을 찍었다고 보고했다.
최성기를 맞이한 때에 태풍 상산은 필리핀을 통과했고 북서진하면서 수도권인 메트로 마닐라를 정확하게 통과하면서 이 지역을 통과한 태풍으로 1995년의 태풍 엔젤라 이후 11년 만에 대재앙을 일으켰다. 태풍 상산이 남중국해에 진입했을 때 상산은 약한 태풍에 불과했으나 다시 강력해져 10월 1일에 베트남 다낭 부근에 상륙하기 전에 2차적으로 최성기를 맞이하였다. 상륙한 후 얼마 되지 않아 JTWC는 경보령을 중단했으나 JMA와 대한민국 기상청(KMA)은 다음날인 10월 2일까지 주시해 상산이 태국에 도달할 때까지 주시한 다음 소멸했다고 판단, 예보를 중단했다. 하지만 상산이 열대저압부로 약해진 후에도 잔해는 그대로 남서진해 벵골만까지 도달하였다.

## 태풍의 시간별 정보
아래 표는 대한민국 기상청(KMA)의 자료에 의한 것임.
| 형태          | 날짜 및 시간 (UTC) | 위도 (°N) | 경도 (°E) | 이동속도 (km/h) | 기압 (hPa) | 최대풍속 (m/s) |
| ------------- | ------------------ | --------- | --------- | --------------- | ---------- | -------------- |
| 열대폭풍      | 9월 26일 0시       | 11.8      | 127.3     | 9               | 1000       | 18.0           |
| 열대폭풍      | 9월 26일 6시       | 12.0      | 127.2     | 7               | 994        | 21.0           |
| 강한 열대폭풍 | 9월 26일 18시      | 12.3      | 126.1     | 9               | 985        | 26.0           |
| 태풍          | 9월 27일 6시       | 12.9      | 124.6     | 17              | 940        | 44.0           |
| 태풍          | 9월 27일 18시      | 13.6      | 122.7     | 19              | 965        | 37.0           |
| 태풍          | 9월 28일 6시       | 14.6      | 120.4     | 28              | 975        | 33.0           |
| 태풍          | 9월 28일 18시      | 15.6      | 118.1     | 17              | 955        | 41.0           |
| 태풍          | 9월 29일 6시       | 15.6      | 115.7     | 24              | 955        | 41.0           |
| 태풍          | 9월 29일 18시      | 15.6      | 113.3     | 24              | 950        | 43.0           |
| 태풍          | 9월 30일 6시       | 15.7      | 111.6     | 15              | 950        | 43.0           |
| 태풍          | 9월 30일 18시      | 16.0      | 109.7     | 16              | 955        | 41.0           |
| 태풍          | 10월 1일 6시       | 15.6      | 107.4     | 22              | 970        | 33.0           |
| 열대폭풍      | 10월 1일 18시      | 15.6      | 104.8     | 30              | 990        | 23.0           |
| 열대저압부    | 10월 2일 0시       | 16.0      | 104.0     | 19              | 998        |                |

## 대비

### 필리핀
9월 27일에 PAGASA는 루손섬 남부에 폭풍주의보 제3단계를 발령했다. 제3단계는 태풍으로 인한 강풍이 100~185 km/h의 속력으로 불 것을 예보한다. 제2단계는 강풍이 60~100 km/h의 속력으로 불 것을 예측하며 사마르섬 북부와 루손섬 중부에 내려졌다. 제1단계는 강풍이 30~60 km/h의 속력으로 불 것을 예측하며 루손섬에 북서부와 메트로 마닐라, 비사야 제도 북부 지방과 남부 사마르 섬에 내려졌다. 경보가 내려진 지역의 학교는 휴교조치가 내려졌고 공항과 항구도 폐쇄되었다. 필리핀 항공은 9월 28일에 니노이 아키노 국제공항에서 이착륙하는 비행편 중 절반을 취소시켰고 항공을 제외한 나머지 교통수단도 모두 중단되었다. 메트로 마닐라와 칼라바르손 지방에는 급작스러운 홍수와 강풍에 대비하라고 지시했다. PAGASA가 뒤늦게 태풍 상산이 수도인 마닐라 근교 지방을 통과할 것으로 예보한 후에 루손섬 중부와 마닐라 주변 지역에 폭풍주의보 제3단계로 격상시킨 후 이날 후에 모든 주의보와 경보는 해제되었다.

### 베트남
태풍 상산이 베트남에 마지막 상륙을 하기 전에 베트남 정부는 상산의 진로에 놓인 지역의 주민들을 대피시켰고 철저히 대비하라고 지시했다. 또한 해안가에서 거주하던 저지대의 주민들 약 30만명도 대피시켰는데 그 해안가가 하띤 성부터 푸옌 성까지 걸쳐있었다. 한편 산악지대에 거주하던 주민들도 산사태에 대비해 대피를 시켰다. 정부는 또 바다에 나가있는 약 2,400척의 배와 273척의 어선을 속히 항구로 돌아오라고 명했다. 베트남 항공은 9월 30일부터 10월 1일 사이에 이륙하는 모든 비행편을 취소시켰고 이러한 노력은 이 해 5월에 발생한 2006년의 제1호 태풍인 태풍 짠쯔로 인한 피해가 다시 일어나지 않기 위해 재발을 방지하는 역할을 했다.

### 태국
태풍 상산이 베트남 해안가에 상륙한 후에 내륙으로 들어오면서 많이 약해진 상태였으나 태국 북부에 거주하던 주민들은 홍수에 철저히 대비하라고 지시를 받았고 정부에서 지방자치단체에 강풍, 홍수와 산사태의 위험에 대비하라고 명했다. 고지대의 주민들은 추가적으로 이류도 대비하라고 경고를 받았고 군인들이 태풍 대비를 돕기 위해 급파되었다.

## 피해

### 필리핀
태풍 상산으로 인한 피해는 필리핀 전역으로 퍼졌다. 하지만 가장 큰 피해가 난 곳은 메트로 마닐라로, 상산이 정확하게 이 곳을 통과해서 남중국해로 이동했다. 전기와 수도공급이 많은 주에서 중단되었고 강들이 폭우로 인해 범람해서 홍수를 일으켰다. 또한 도로는 산사태로 인해 통행이 불가능해졌고 어떤 지역에서는 전기가 6일동안 계속해서 공급이 중단되었던 일도 있었다. 많은 나무와 광고게시판들이 뽑혀 거리에 나뒹굴었고 루손섬은 섬 전역에서 전기의 양이 모자라서 공급에 차질이 생겼다. 거친 파도와 폐쇄된 항구는 최소 3,400명과 자동차 270대를 항구에서 고립되게했고 이 운행이 중단된 여객선은 주로 사마르섬과 비콜 지방을 연결하는 배였다. 지역 언론들은 태풍 상산을 11년전인 1995년의 태풍 엔젤라 이후 마닐라와 케손시티에 가장 심각한 피해를 남긴 태풍이었다고 기록했다.
필리핀 정부는 약 2백만명과 19개주가 태풍 상산으로 인해 영향을 받았다고 예상했고 실제로 매우 넓은 농경지와 많은 집들이 파괴되었다. 필리핀 적십자운동 본부는 12개 도시와 1,295개 바랑가이에 달하는 곳에서 피해가 보고되었다고 발표했다. 폭우는 라구나주, 카비테주와 케손주에서 홍수와 산사태를 일으켰고 필리핀 전역에서 197명이 사망, 재산피해액으로 59억 필리핀 페소(1억 1800만달러)가 집계되었다. 하지만 필리핀에 올해 11월 말기에서 12월 초순 사이에 다시 슈퍼태풍인 제21호 태풍 두리안이 상륙하면서 엄청난 피해를 냈고 메트로 마닐라에서는 3년뒤에 태풍 켓사나가 상륙해 대재앙을 일으켰다.

### 베트남

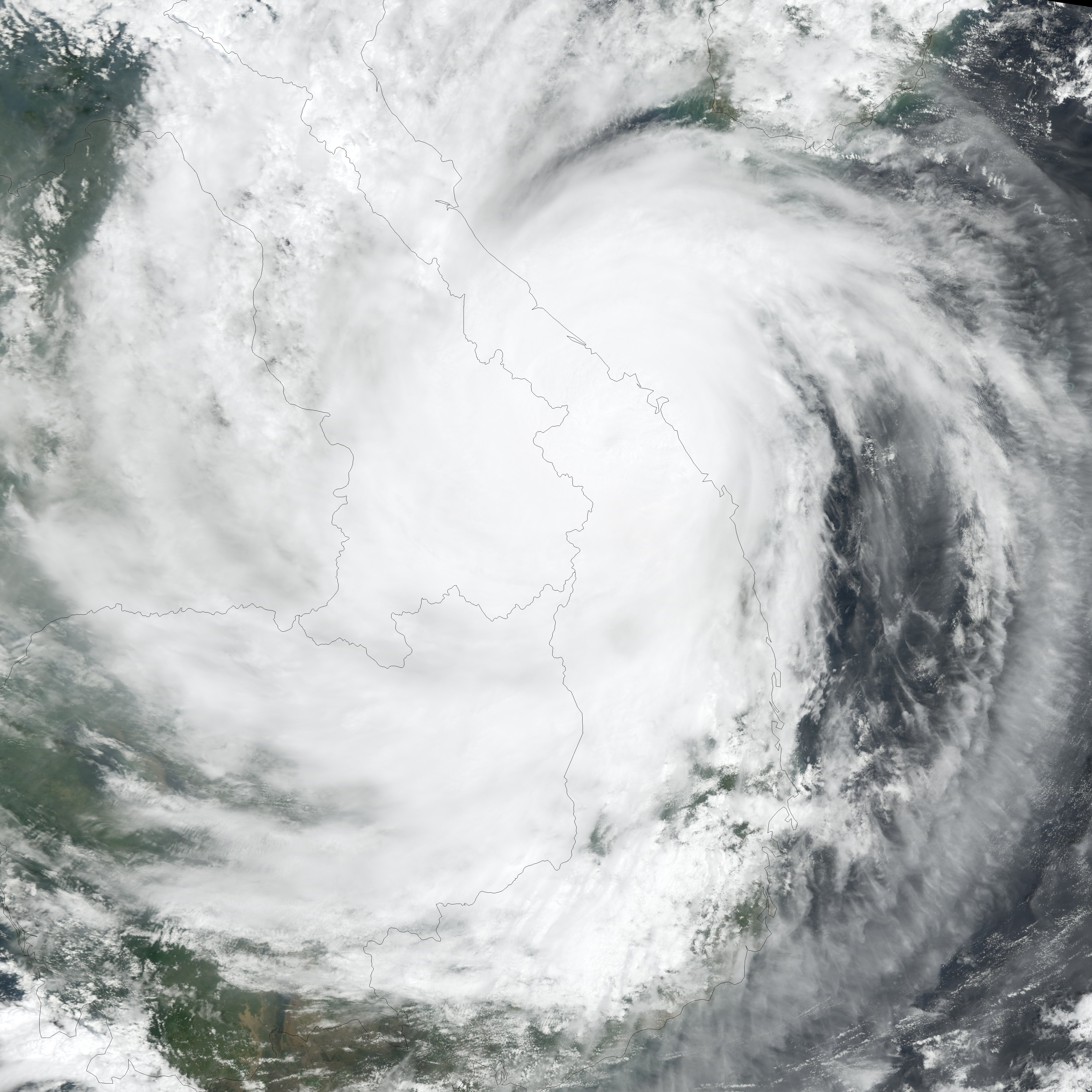
태풍 상산 (10월 1일)

태풍 상산은 베트남 다낭 인근 해안가에 상륙했고 이로 인해 심각한 홍수와 강풍으로 인한 피해액이 10조 베트남 동(6억 2900만달러)로 집계되었고 71명이 숨졌다. 베트남의 모든 지역에서 가장 피해가 가장 극심했던 지역은 다낭으로 이곳에서만 26명이 사망했다. 꽝남 성과 응에안 성에서도 총 25명이 숨지면서 피해가 심했다. 상산으로 인해 32만채에 달하는 집이 손상되거나 파괴되었고 수천그루의 나무와 전선이 뽑혔으며 홍수가 주요 도로를 침수시켰다. 꽝빈 성에서는 농업분야의 심대한 피해가 보고되었다. 이곳에서 논 약 3,000 제곱킬로미터의 면적이 홍수로 인해 침수되었고 가축들의 피해도 잇따랐다. 13 제곱킬로미터에 달하는 해양식물 서식지가 파괴되었고 786척의 어선이 바다에서 실종되었다.

### 태국
태풍 상산이 열대저압부로 약화된 후 잔해가 태국에 10월 2일 진입하면서 태국 북부에 폭우가 내려 35개주에 심각한 홍수가 일어났다. 홍수가 관개시설을 파괴시켰고 제방을 붕괴해 약 52만에이커에 달하는 농경지가 물에 잠겼다. 많은 자치주에서 3 m에 달하는 홍수가 일어났다고 보고하였고 정부에서는 47명의 사망자가 생겼다고 발표했다.

## 제명
필리핀, 베트남과 태국에 남긴 막대한 피해로 인해 WMO 태풍 위원회와 아시아 태평양 경제 사회 위원회가 2006년 12월, 필리핀 마닐라에서 열린 제39차 연례회의에서 이름인 상산(XANGSANE)을 2006년에 제명키로 결정한 나머지 이름 4개(짠쯔(CHANCHU), 빌리스(BILIS), 사오마이(SAOMAI), 두리안(DURIAN))와 함께 영구 퇴출시키기로 하였다. 또한 PAGASA에서 태풍에 독자적으로 부여하는 이름인 "Milenyo"도 함께 퇴출되었고 상산을 대신할 이름으로 폭포를 의미하는 "리피(LEEPI)"가 결정되어 2008년에 북서태평양 열대저기압 이름의 목록에 오르게 되었다. 한편 Milenyo를 대체할 이름으로 2010년에 Mario가 결정되었다.

## 같이 보기
- 2006년 태풍
- 태풍 짠쯔 (2006년)
- 태풍 두리안 (2006년)
- 태풍 켓사나 (2009년)